# Звуковата четворка (Наруто)
Звуковата четворка (на японски: 音隠れの忍四人衆, Otogakure no Shinobi Yonin Shū) са елитните телохранители на Орочимару. Всеки от тях Орочимару е дарил с прокълнати знаци, които променят външния им вид и увеличават тяхната сила. Звуковата четворка е принудена да приеме, за кратък период от време, Кимимаро в редиците си, който е по-силен от всички тях, взети заедно (като така те стават Звуковата петорка). Всеки от тях се обръща към противника си с боклук. Като група, Звуковата четворка са в състояние да правят най-различни бариери, печати и отбранителни техники. Една от техниките им например – Формация Четири Пламъка (四紫炎陣, Shishienjin), може да създава огромна правоъгълна бариера, като всичко, което се докосне до нея се възпламенява. За да се предпазят от атаки, което би разбило бариерата, нинджите от Звуковата четворка правят същата бариера и около себе си.
Звуковата четворка е съставена от Сакон, Таюя, Джиробо и Кидомару.

## Сагата със Саске Учиха
Звуковата четворка акомпанира Саске Учиха при отиването му към Орочимару. При тръгването те го запечатват в един голям цилиндър с помощта на джутсу, с чиято помощ той може да развие прокълнатите си знаци и да овладее силата им. Състоянието му по време на това джутсу се нарича „полумъртво“. По пътя ги настига групата на Наруто Узумаки, състояща се от него, Неджи Хюга, Чоджи Акимичи, Шикамару Нара, Киба Инузука и Акамару. Те се опитват да върнат Саске обратно в селото. Състоят се битки между членовете на двете групи, за да може членовете и на двете групи на продължат напред. Битките са между Чоджи и Джиробо, Неджи и Кидомару, Киба (и Акамару) и Сакон (и Укон), Шикамару и Таюя. При първите две побеждават Чоджи и Неджи, но поради тежката битка припадат. При започването на последната битка, Кимимаро идва и взема цилиндъра със Саске, оставайки Таюя да се бие срещу Шикамару, а Наруто тръгва след него. Така се оформя и още една битка - между Наруто и Кимимаро. При тази битка и при последните две от по-горе, на помощ се притичват Гаара, Канкуро и Темари от Селото скрито в Пясъка, с чиято помощ нашите герои побеждават враговете. При битката на Наруто срещу Кимимаро също на помощ се притичва и Рок Лий, който излиза от болницата и бърза да помогне, а после и Гаара. Наруто вече е отишъл след Саске, който току-що е излезнал от цилиндъра. Кимимаро е убит от болестта си мигновено преди да нанесе фатален удар на Гаара и така двамата го побеждават. През това време Наруто настига Саске и между тях започва една много оспорвана битка, непосредствено при Долината на Края. При битката виждаме как Саске навлиза във втори етап на прокълнатите си знаци, който е овладял благодарение на джутсуто на Звуковата четворка. Също Наруто навлиза във формата си на едноопашата лисица-демон. Крайният удар си нанасят двамата след като Саске атакува с Чидори, а Наруто с Расенган. Краят не е фатален, но Наруто остава да лежи в безсъзнанието докато Саске продължава пътя си към Орочимару. Накрая всички са върнати в Коноха и са подложени на дълги и трудни при някои лечения. Но накрая всичко завършва благополучно, освен че целта на мисията – да върнат Саске в селото, не е постигната.